# Златоуст (Ивановская область)
Златоуст — село в Лежневском районе Ивановской области России, входит в состав Шилыковского сельского поселения.

## География
Село расположено на реке Инвешке в 5 км на юго-восток от центра поселения села Шилыково и в 21 км на северо-запад от райцентра посёлка Лежнева.

## История
Из благословенных грамот митрополита Суздальского Илариона видно, что в погосте Иневеж уже в XVII столетии существовала деревянная церковь в честь святого Иоанна Златоустого. К концу столетия эта церковь обветшала и была упразднена. Вместо неё прихожане по благословению митрополита Илариона в 1688 году построили две новые деревянные церкви: холодную — с престолом Иоанна Златоустого — и тёплую — с престолом Николая Чудотворца. В XIX веке в погосте существовала каменная церковь с колокольней. Престолов в церкви было три: в холодной — в честь Иоанна Златоустого и в тёплой трапезе: во имя Николая Чудотворца и во имя пророка Божия Илии. В селе имелась церковно-приходская школа, открытая в 1891 году, помещавшаяся в церковной сторожке.
В конце XIX — начале XX века село входило в состав Пелгусовской волости Шуйского уезда Владимирской губернии. В 1859 году в селе числилось 6 дворов, в 1905 году — 4 двора.

## Население
| 1859 | 1905 |
| ---- | ---- |
| 26   | 19   |

| 2010 |
| ---- |
| 73   |

## Инфраструктура
В селе находится Покровское подворье Свято-Введенского женского монастыря, располагающееся в старинной графской усадьбе.

## Достопримечательности
В селе расположена недействующая церковь Иоанна Златоуста.